# Jean Colin

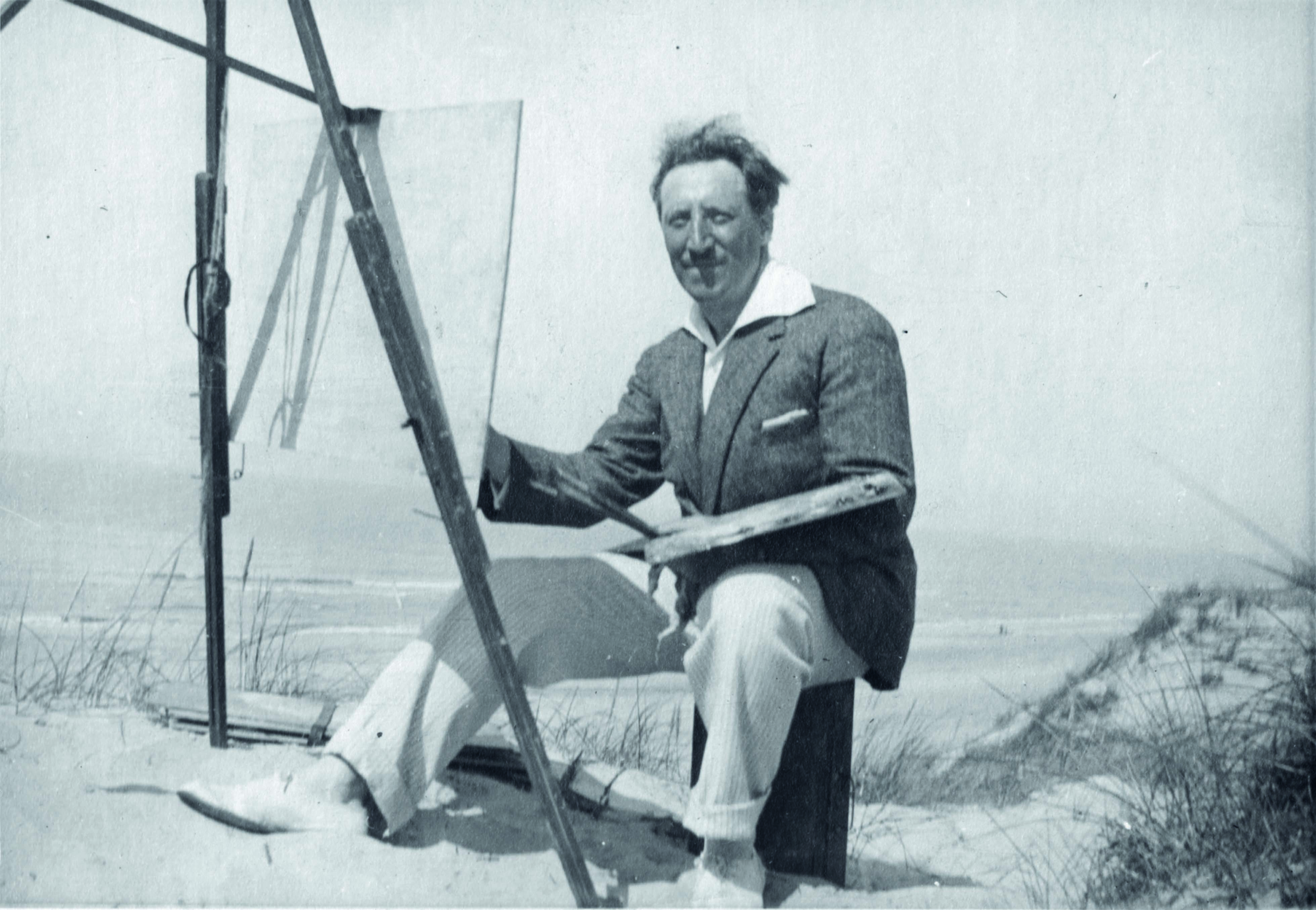
Jean Colin, schilderend aan zee, ca. 1915

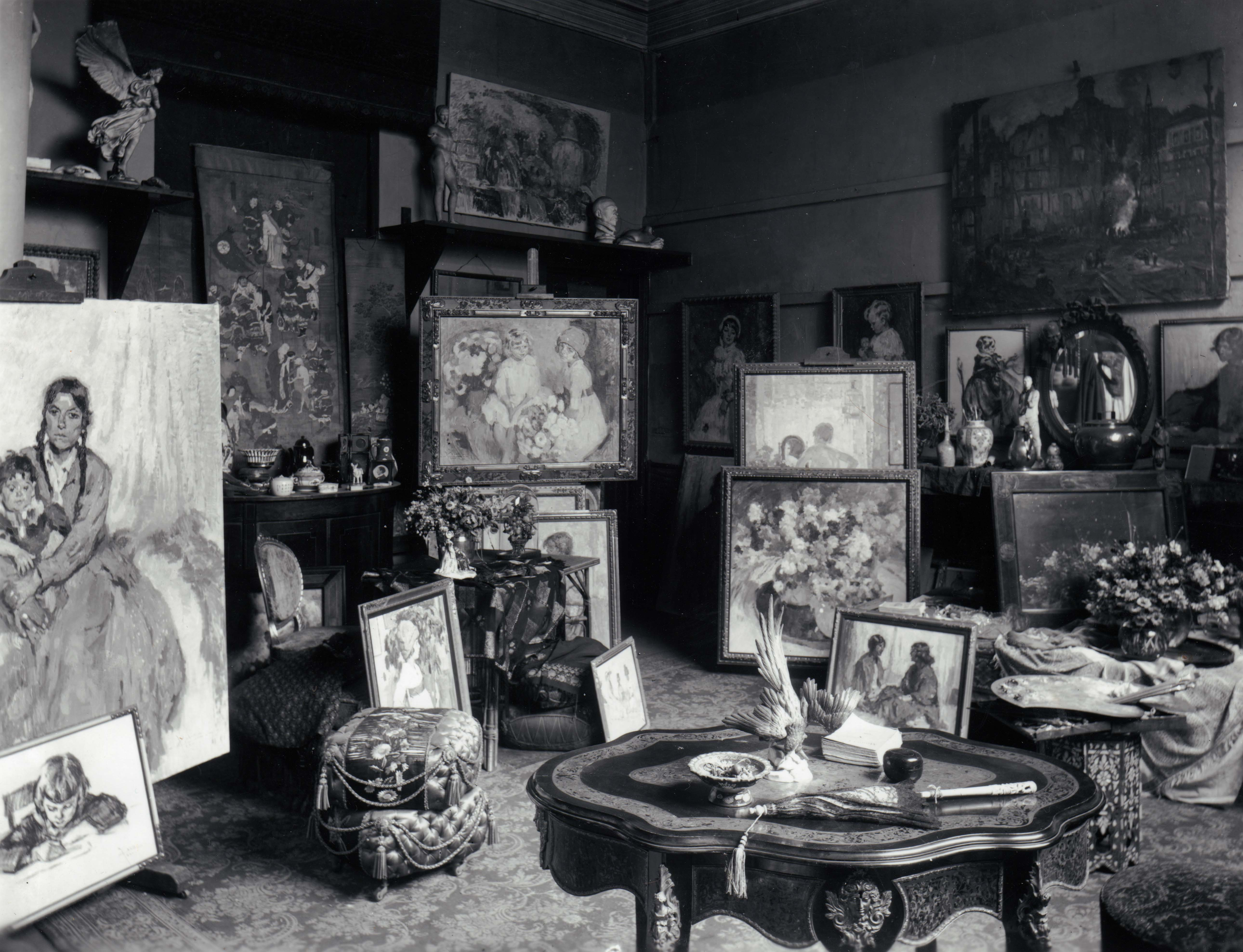
Atelier Jean Colin, ca. 1922

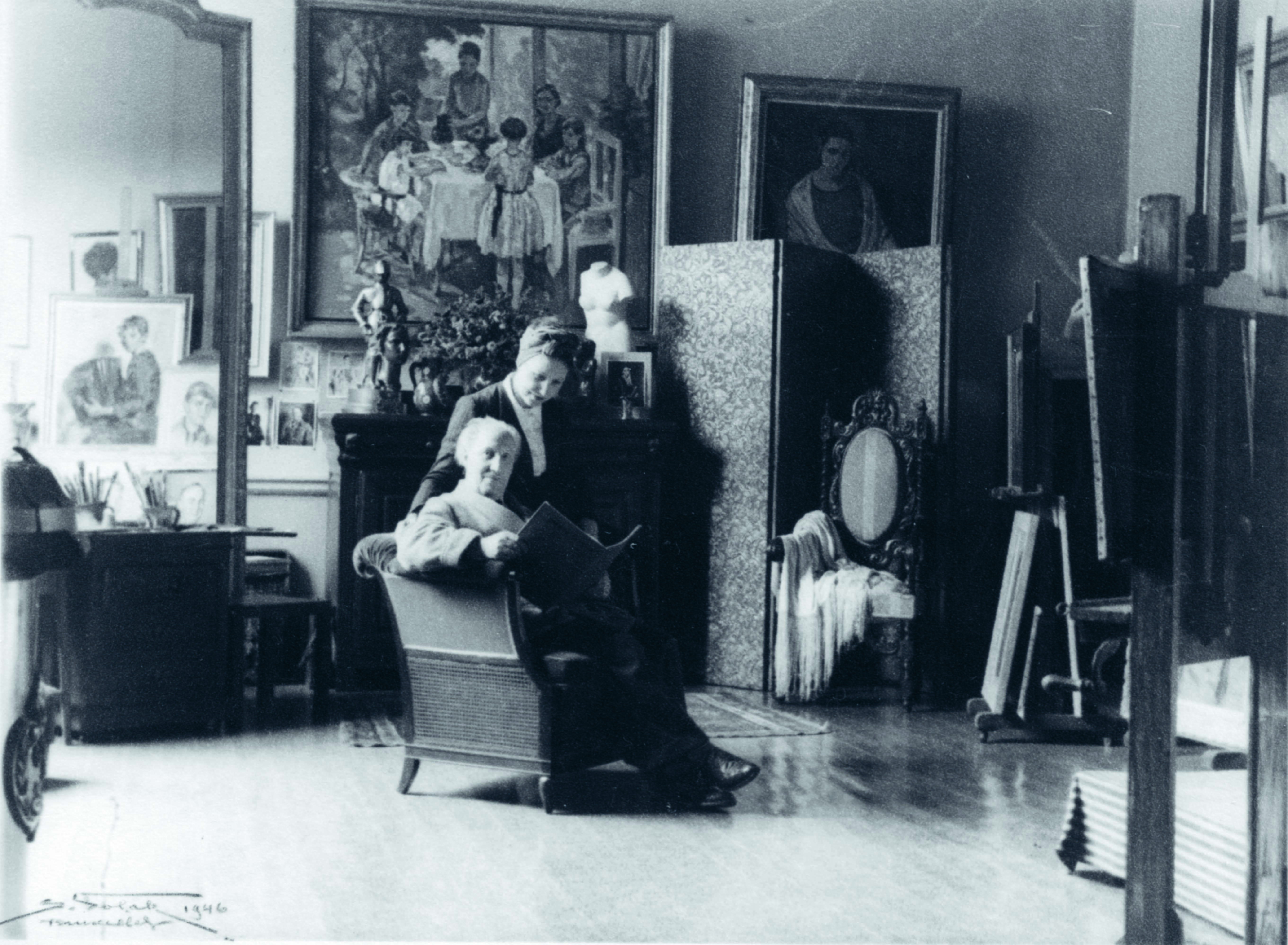
Jean en Hortensia in Etablissements Mommen, ca. 1946

Jean Colin (Brussel, 11 augustus 1881 – Elsene, 24 november 1961) was een Brusselse kunstschilder. Hij was in de eerste plaats portrettist, maar maakte ook familiale taferelen, stillevens, stads- en plattelandsgezichten en marines. Naast olieverfschilderijen, maakte hij ook aquarellen, gouaches, houtskooltekeningen, pentekeningen en etsen. Colin schilderde meestal in een impressionistisch getinte realistische stijl, maar vervaardigde eveneens – vooral tijdens de jaren 1910, begin jaren 1920 – impressionistische en fauvistische schilderijen. Hij werkte zowel in het atelier als in de open lucht.

## Oeuvre
Colins schilderijen, veelal in een realistische stijl, verkochten goed. Hij kon het zich dan ook financieel permitteren af en toe 'onverkoopbare' doeken te schilderen. In dit impressionistische oeuvre beeldde hij voornamelijk onderwerpen af waar hij emotioneel nauw bij betrokken was. Deze schilderijen zijn in te delen in twee categorieën: schilderijen waarop zijn muze Hortensia figureert en een aantal taferelen en portretten waarop andere familieleden voorkomen. Dergelijke dynamische schilderijen, zonder hapering, maakte hij in de eerste plaats voor zichzelf, puur voor het plezier, als waren het de dagboekaantekeningen van een minneschilder. Nog meer dan in zijn andere doeken stopte hij zijn ziel hierin. Met de woestheid van het penseel kon hij adoratie, verlangens en tederheid in een subtiele balans brengen. Daardoor komt dit werk sober over, hoewel het vaak kleurrijk en weelderig is.
Wanneer hij Hortensia afbeeldde – voornamelijk tijdens de periode van de jaren 1910 en begin jaren 1920 – deed hij dat meestal op schetsmatige wijze, alsof hij haar in een paar tellen op doek zette, met veel aandacht voor sfeer. Hier is de losse toets veel sterker en gedurfder dan die van zijn werken in een impressionistisch getinte realistische stijl. Toch spreken we nog over een beredeneerd impressionisme, of 'verlegen impressionisme' zoals Vincent van Gogh (1853-1890) dat noemde, omdat Colin met die werken niet wilde choqueren, ze nog de kans wilde geven een koper te vinden. Hij liet zulke portretten van Hortensia namelijk op commerciële tentoonstellingen zien, hoewel hij er meestal niet in slaagde ze te verkopen. We weten dit omdat hij een groot aantal van die doeken verschillende malen exposeerde, maar toch stonden ze in 1962 – na zijn dood en die van zijn echtgenote Hortensia – nog steeds in het atelier op een koper te wachten, bijvoorbeeld het afgebeelde meesterwerk La Toilette. Zijn conservatieve publiek was daar niet rijp voor en zou het nooit worden. Die klanten kochten kunst zonder mysterie, geen doeken ‘die nog niet afgewerkt waren’. Ze ervoeren de intense schoonheid die het impressionisme kon teweegbrengen als lelijkheid. We mogen niet vergeten dat Colin in de eerste plaats een portrettist was: wie een portret liet maken verwachtte dat die beeltenis zo realistisch mogelijk werd weergegeven.
De tweede categorie sterk impressionistische werken van Jean Colin zijn die waar andere familieleden op voorkomen, met als hoogtepunt een reeks van strandtaferelen (zie Galerij). Dit soort schilderijen is letterlijk uit de losse pols tot stand gekomen en tonen zijn vakmanschap. Toch zou Colin zulke werken nooit exposeren. Hij maakte die doeken en paneeltjes inderdaad voor zijn eigen plezier en had er niets op tegen dat ze in zijn atelier bleven, waar hij zich tussen zijn geliefden en geliefde geestesproducten geborgen voelde. Af en toe schonk hij zo’n strandtafereel aan een van zijn bloedverwanten, maar alle andere die tot op heden ontdekt zijn, bevonden zich na zijn dood nog steeds in het atelier. We kunnen dit belangrijke deel van Colins oeuvre – dat over een aantal jaren gespreid gerealiseerd werd – dan ook beschouwen als zijn persoonlijk geschilderd 'familiealbum'. 
Binnen zijn 'vrije' impressionistische oefeningen ging Colin geregeld op zoek naar de ultieme ode aan zijn onderwerp, zoals een dichter een leven lang kan mijmeren over het ultieme gedicht, de ultieme versregel. Zoals het heel typisch is voor het impressionisme, werkte Colin met losse, korte penseeltrekken, meestal in dik opgebrachte verf, die vanaf een afstand in het oog van de toeschouwer versmelten. Hij liet zich leiden door het gevoel en legde alleen vast wat hij wilde zien. Colin stelde ons niet voor een ‘fait accompli’, maar maakte ons deelgenoot aan zijn persoonlijke indrukken. De waarheid van een impressionistisch schilderij van Jean Colin hangt dan ook af van hoe hij op dat ogenblik het afgebeelde aan ons wilde overbrengen. Dat leidde tot een niet-dwingende impressie, die elke toeschouwer in staat stelt het tafereel naar eigen goeddunken waar te nemen, zodat uiteindelijk eenieders werkelijkheid toch wordt wat Colin schilderde.
Jean Colin manifesteerde zich ook als colorist. Zijn atelier was een heiligdom van kleuren. Hij gebruikte vaak heldere, losse kleurentoetsen, die niet onderhevig waren aan de beperkingen van de zichtbare werkelijkheid. Colin bevrijdde de kleuren soms dusdanig, dat sommige van zijn schilderijen verwant zijn aan die van de Brabantse fauvisten. 
De bijzonder zeldzame werken uit het 'familiealbum' van Colin en een aantal impressionistische portretten van zijn muze Hortensia zijn verbeeldingen van sensaties, tijdloze doeken. Een aantal van deze uitzonderlijke schilderijen werden door Marc Pairon geïnventariseerd en gepubliceerd in het drietalige (EN-FR-NL) kunstboek, Belgian Impressionism, A tribute to Jean Colin - the hidden masterpieces [Belgisch impressionisme, Een eerbetoon aan Jean Colin - de verborgen meesterwerken]. Het inleidende essay is van Eric Min, biograaf van James Ensor, Rik Wouters en Henri Evenepoel.

## Levensloop

### Jonge jaren
Jean Baptiste Léopold Colin, zoon van Jean Baptiste Colin en Elisabeth Deklerck, werd in een Brusselse volkswijk geboren als vierde kind van een gezin dat zes kinderen zou tellen. Na de geboorte van Jean vestigde het gezin zich in Anderlecht, een deelgemeente van Brussel, waar het  meer dan tweeëntwintig jaar verbleef. Jean Colin groeide op in een gecultiveerde en kunstminnende omgeving. Zijn ouders baatten in de Nieuwstraat te Brussel een antiekwinkel en veilinghuis uit. De waardering voor kunsten en ambachten kreeg hij met de paplepel ingegeven.

### Opleiding
Vanaf zijn twaalfde tot zijn vierentwintigste levensjaar volgt Jean Colin kunstonderwijs in de tekenschool van Anderlecht. In 1905 schreef Colin zich in aan de Koninklijke Academie voor Schone Kunsten van Brussel, waar hij nog les kreeg – tijdens diens laatste levensjaar – van de kunstschilder Isidore Verheyden (1846-1905). Verheyden behoorde tot de tweede generatie realistische schilders in België, maar waagde zich evenzeer geregeld aan impressionistische experimenten. Jean Colin zou zijn leven lang naar die leermeester blijven opkijken en zich ook veelzijdig ontwikkelen. Toch zou Colin, net zoals Verheyden, gedurende zijn hele carrière portretten op bestelling maken, om als broodschilder te overleven. Dit behoorde tot de compromissen voor al wie van zijn passie een beroep wilde maken.

### Erkenning
Het werk van Jean Colin genoot vanaf het begin waardering. Hij ontving op de tekenschool de Eerste prijs voor Compositie en in het begin van zijn kunstacademieperiode werd het resultaat van zijn cursus 'boetseren naar de antieke torso' door Julien Dillens (1849-1904) en Pierre Charles Van der Stappen (1843-1910) gehonoreerd met de Grote Prijs voor Beeldhouwwerk. Vervolgens verwierf hij in 1906 – tijdens zijn tweede jaar aan de kunstacademie – de Grote Prijs voor Landschapsschildering met zijn impressionistische weergave van het Josaphatpark, een wandeltuin in de Brusselse gemeente Schaarbeek. Een jaar later kreeg Colin een eervolle vermelding van het Concours Godecharle Godecharleprijs, met zijn doek getiteld L’Eté [Zomer]. In 1910, op negenentwintigjarige leeftijd, ontving hij voor een naaktschilderij de Medaille voor Schilderkunst op de Wereldtentoonstelling van Brussel en kreeg hij voor zijn versie van L’Adoration des Bergers [Aanbidding der Herders] de Belgische Prijs van Rome voor de schilderkunst.
Naast zijn regelmatige deelname aan tentoonstellingen van lokale kunstkringen werd Jean Colin geselecteerd voor de nationale Salons en andere selecte exposities, waar zijn werk geregeld te zien zou zijn. Hij vervoegde zich bij de rangen van Belgische meesters uit die tijd, onder wie James Ensor (1860-1949), Léon Spilliaert (1881-1946), Emile Claus (1849-1924), Rik Wouters (1882-1916) en Léon De Smet (1881-1966).
Jean Colin exposeerde ook bij internationale tentoonstellingen over de Belgische kunsten van die periode, onder meer in Nederland (1925), Siam (het latere Thailand) (1926), Frankrijk (1927 en 1928), Polen (1928), Letland (1932), China (1934), Litouwen (1936), Estland (1938) en Brazilië (1946).

## Modellen
In diverse publicaties bejubelden de kunstcritici de wijze waarop Colin zijn vrouwelijke modellen op doek zette. Het klopt dat elk doek van Colin, waarop hij een vrouw portretteerde, een ode was aan de gratie, ware het niet dat het steeds over dezelfde dame ging. Tijdens de eerste jaren van zijn carrière was Colins model ene zekere Louise, maar omstreeks 1909 ontmoette hij Hortensia. Ze zou zijn muze voor het leven worden. Hortensia werd als tienermeisje wees. Haar moeder (Virginia Steylaerts) was gestorven toen ze vijf jaar was en haar vader (Jacques Martens) stierf in 1906. In 1907 verhuisde Hortensia vanuit Gent naar het Brusselse. Daar werd ze op negentienjarige leeftijd danseres in het variététheater Folies Bergère, genoemd naar het gelijknamige Parijse cabaret. Of Colin haar daar of ergens anders ontmoette is niet bekend, maar het eerste door hem geschilderde portret van haar dateert van 1909 en om hem te feliciteren voor zijn Prix de Rome schonk ze hem in 1910 een gegraveerd zakhorloge. 
Al snel werd zij zijn exclusieve model, met uitzondering van de portretten op bestelling, afbeeldingen van andere familieleden en van zuiderse vrouwen. Uiteindelijk huwden ze in 1937; Jean was toen zesenvijftig jaar.
Hortensia en Jean hadden een bijzonder liefdevolle relatie. Het was een beminnelijk koppel, zachtaardig en vrijgevig. Het ging hen dan ook voor de wind: hij had van zijn passie zijn beroep gemaakt en ze konden daar goed van rondkomen. "Een gelukzalig kunstschilder", zei men meermaals over hem in de literatuur.
Jean Colin overleed op 24 november 1961. Kort daarna, op 8 juni 1962, overleed Hortensia aan hartfalen.

## Werken in openbare collecties
Musée des Beaux-Arts de Liège (BE)

Musée des Beaux-Arts de Charleroi (BE)

Musée des Beaux-Arts de Tournai (BE)

Museum voor Schone Kunsten Gent (BE)

Musée Charlier, Saint-Josse-Ten-Noode, Bruxelles (BE)

Latvian National Museum of Art, Riga (LV)

Academie voor Schone Kunsten Antwerpen (BE)

La Chambre des représentants de Belgique, Bruxelles (BE)

Ambassade van België, Moskou (RU)

Hôtel de ville de Dinant (BE)

Maison communale d’Anderlecht (BE)

Maison communale d’Auderghem (BE)

Maison communale de Laeken (BE)

Maison communale de Schaerbeek (BE)

## Titels en erkenningen
- 1906: Grand prix de la peinture de paysage, Académie royale des Beaux-Arts de Bruxelles (BE)
- 1910: Prix de Rome en peinture (BE)
- 1910: Médaille à l’Exposition universelle et internationale de Bruxelles (BE)
- 1920: Chevalier de l’Ordre de la Couronne (BE)
- 1930: Chevalier de l’Ordre de Léopold (BE)
- 1932: Officier de l’Ordre de Lettonie (LV)
- 1942: Avenue Jean Colin à Auderghem (BE)
- 1948: Officier de l’Ordre de la Couronne (BE)

## Internationale tentoonstellingen
- 1925: Tentoonstelling Belgische Kunsten, Rotterdam (NL)
- 1926: Belgian Art, Bangkok (TH)
- 1927: Premier Salon des Artistes belges à Paris (FR)
- 1927: Exposition d’art belge contemporain, Valenciennes (FR)
- 1927: Galerie Georges Petit, Paris, Salon des Artistes peintres et Sculpteurs belges (FR)
- 1928: Galerie Mignon-Massart, Nantes, Salon de l’Art belge (FR)
- 1928: Belgian Art, Warsaw (PL)
- 1932: Belgian Art, Latvian national Museum of Art, Riga (LV)
- 1934: Belgian Art, Shanghai (CN)
- 1936: Museum Vytautas the Great, Kaunas, Exposition d’Art belge contemporain (LT)
- 1938: Musée des Beaux-Arts, Tallinn (EE)
- 1946: Exposição da arte Belga contemporanea, Rio de Janeiro, São Paulo (BR)

## Afbeeldingen

### Familiealbum

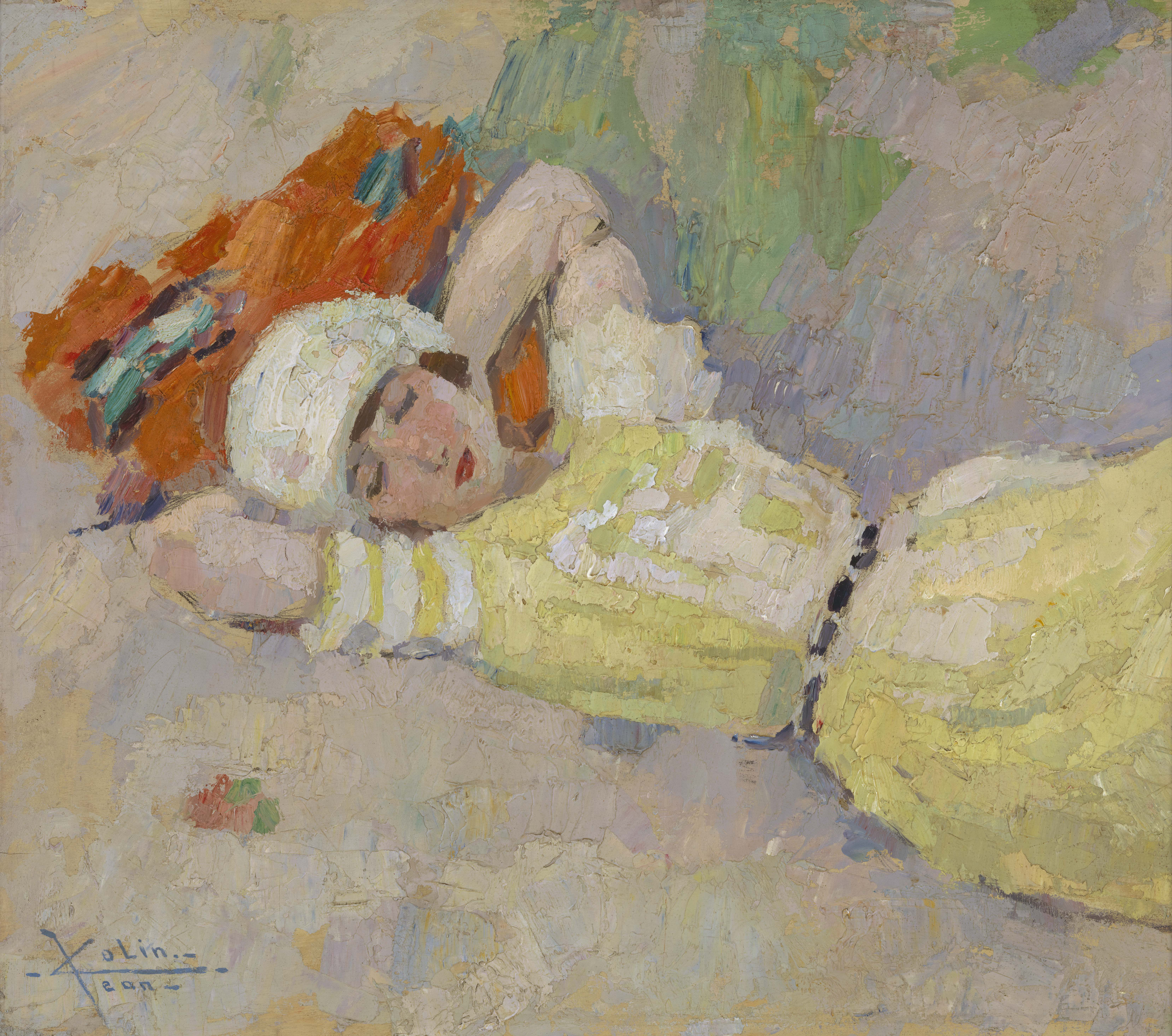
Colette, rustend in de duinen, ca. 1910
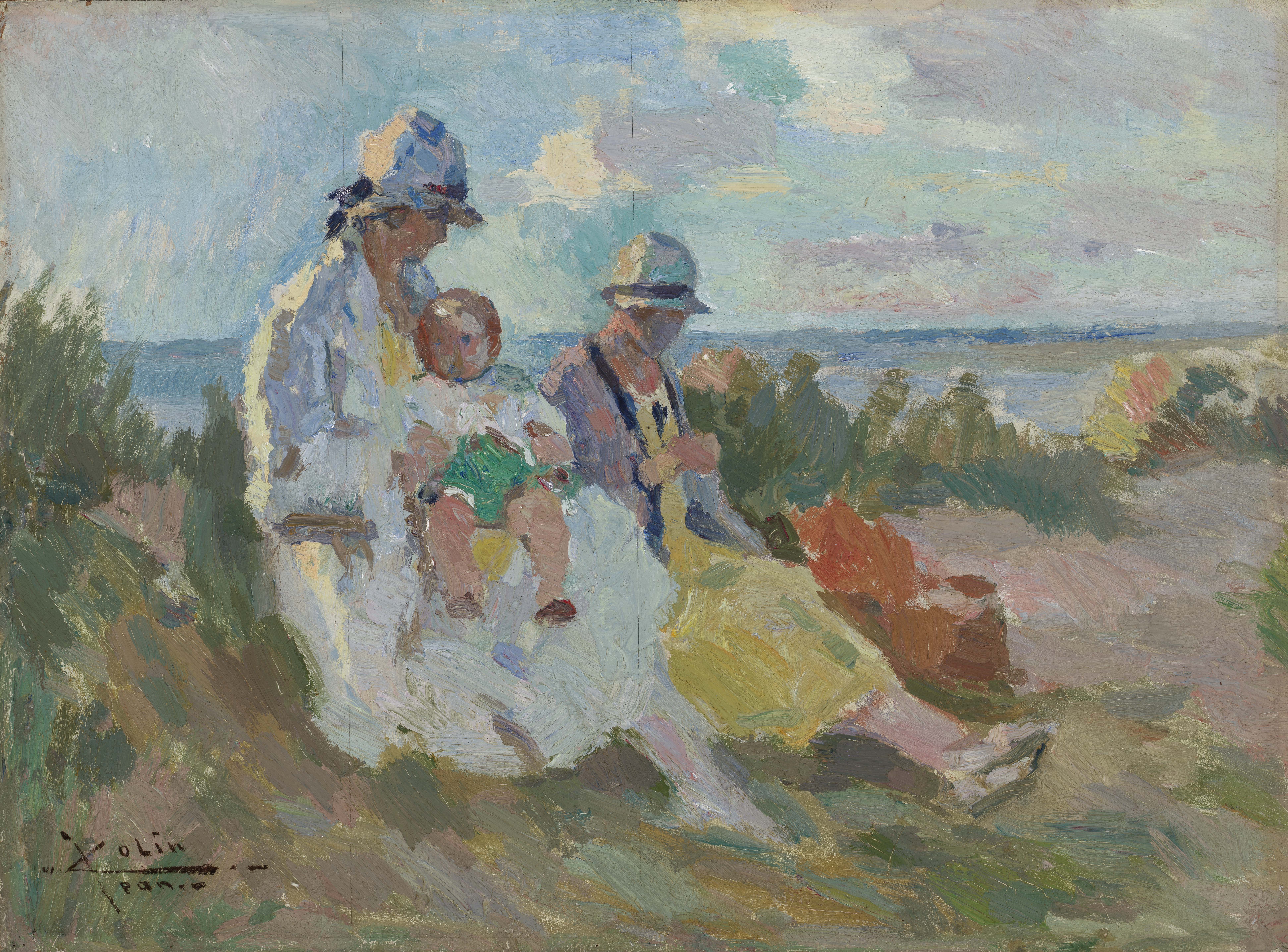
Twee dames met een baby in de duinen, ca. 1911
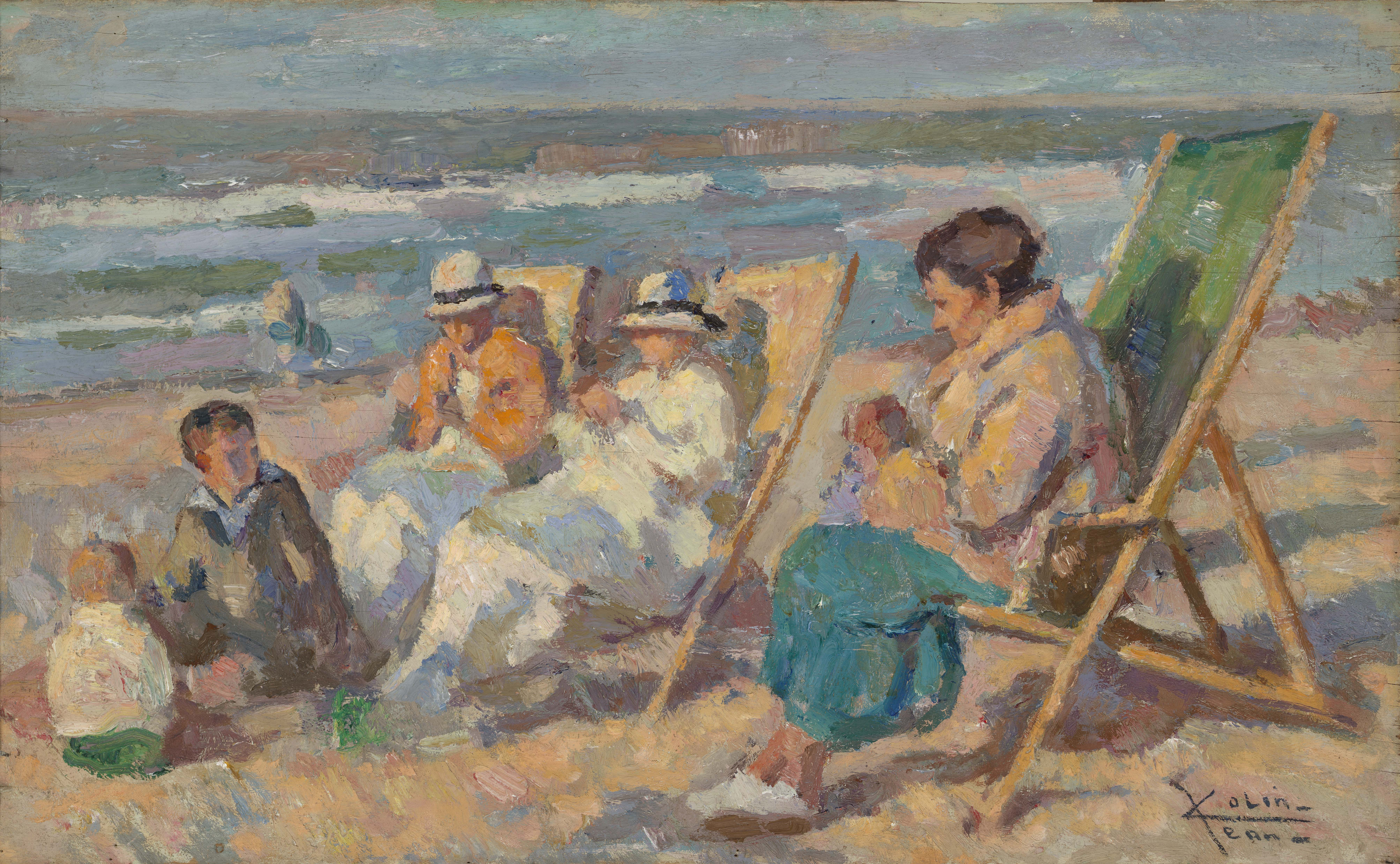
Herfst aan zee, ca. 1915
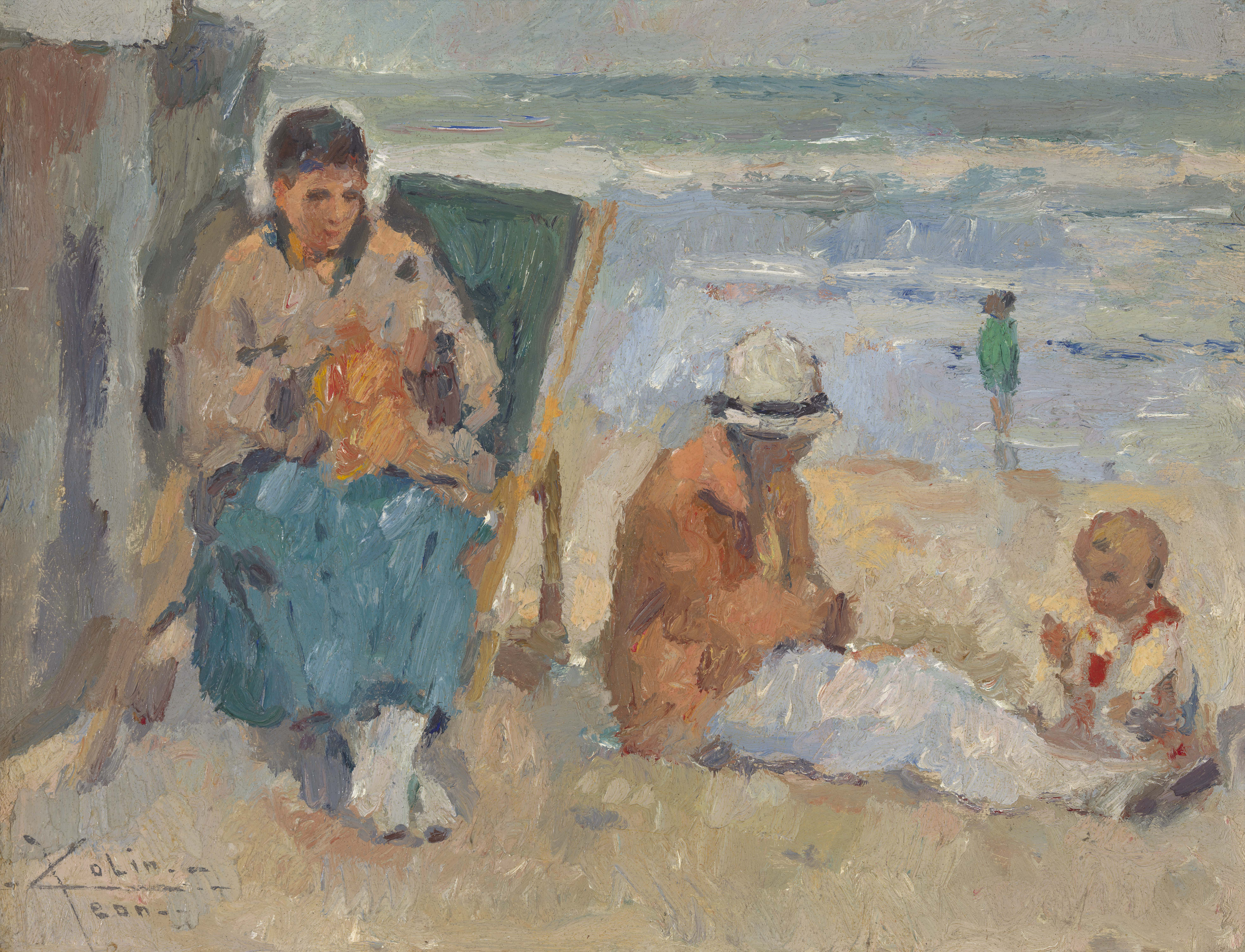
Breien op het strand, ca. 1915-1916
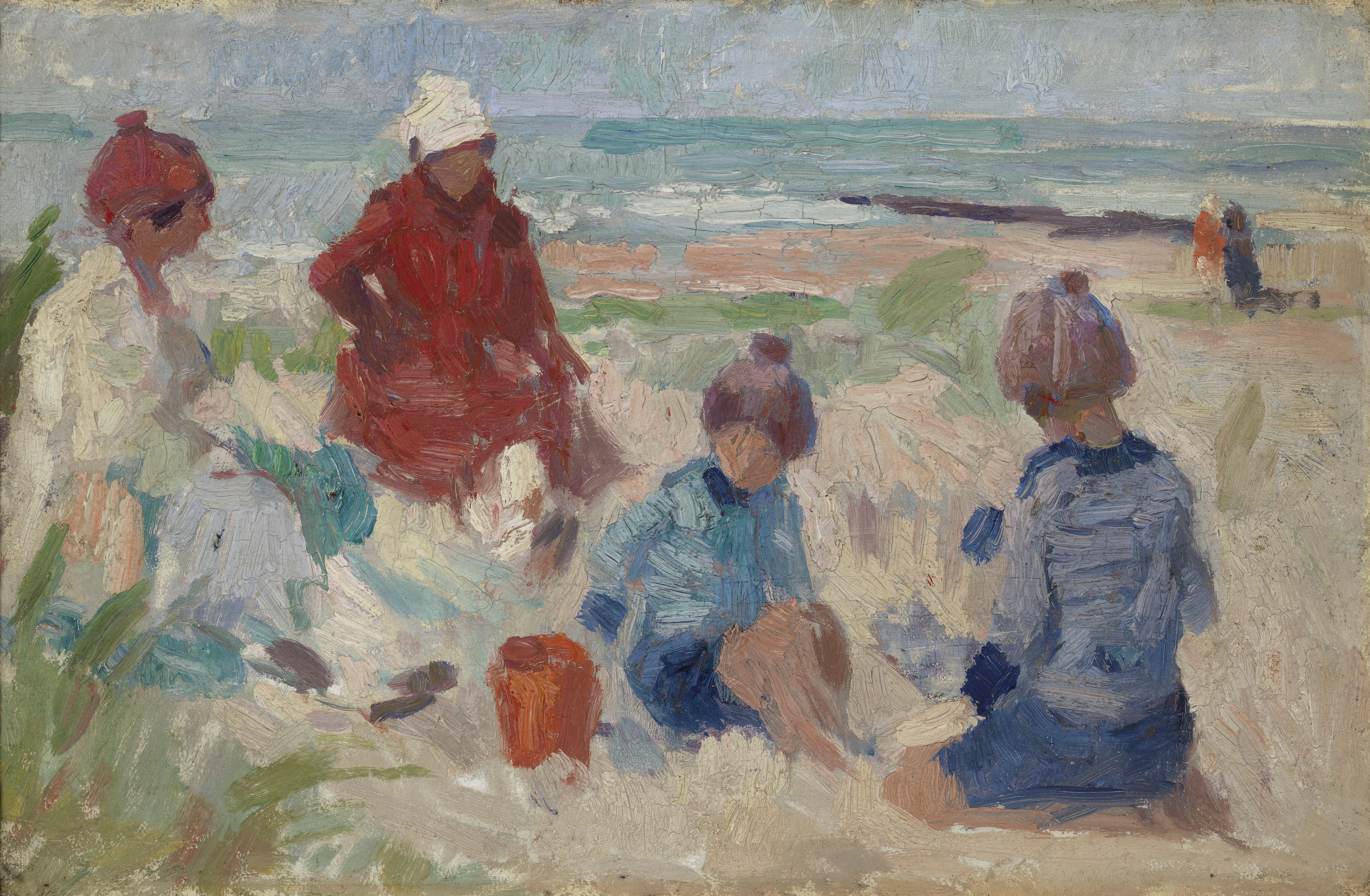
Herfst aan zee, ca. 1916
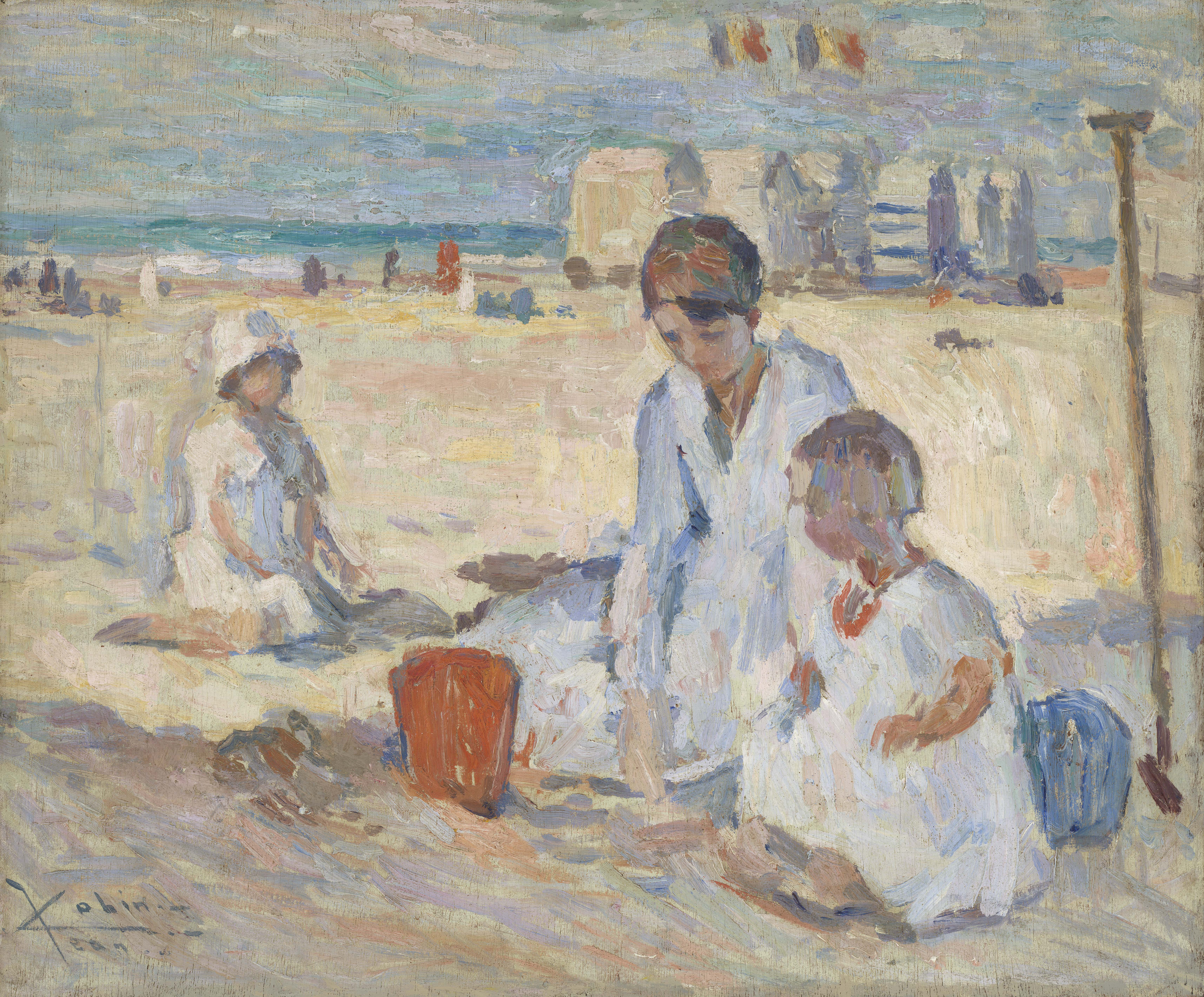
Moeder met kinderen op het strand, ca. 1917
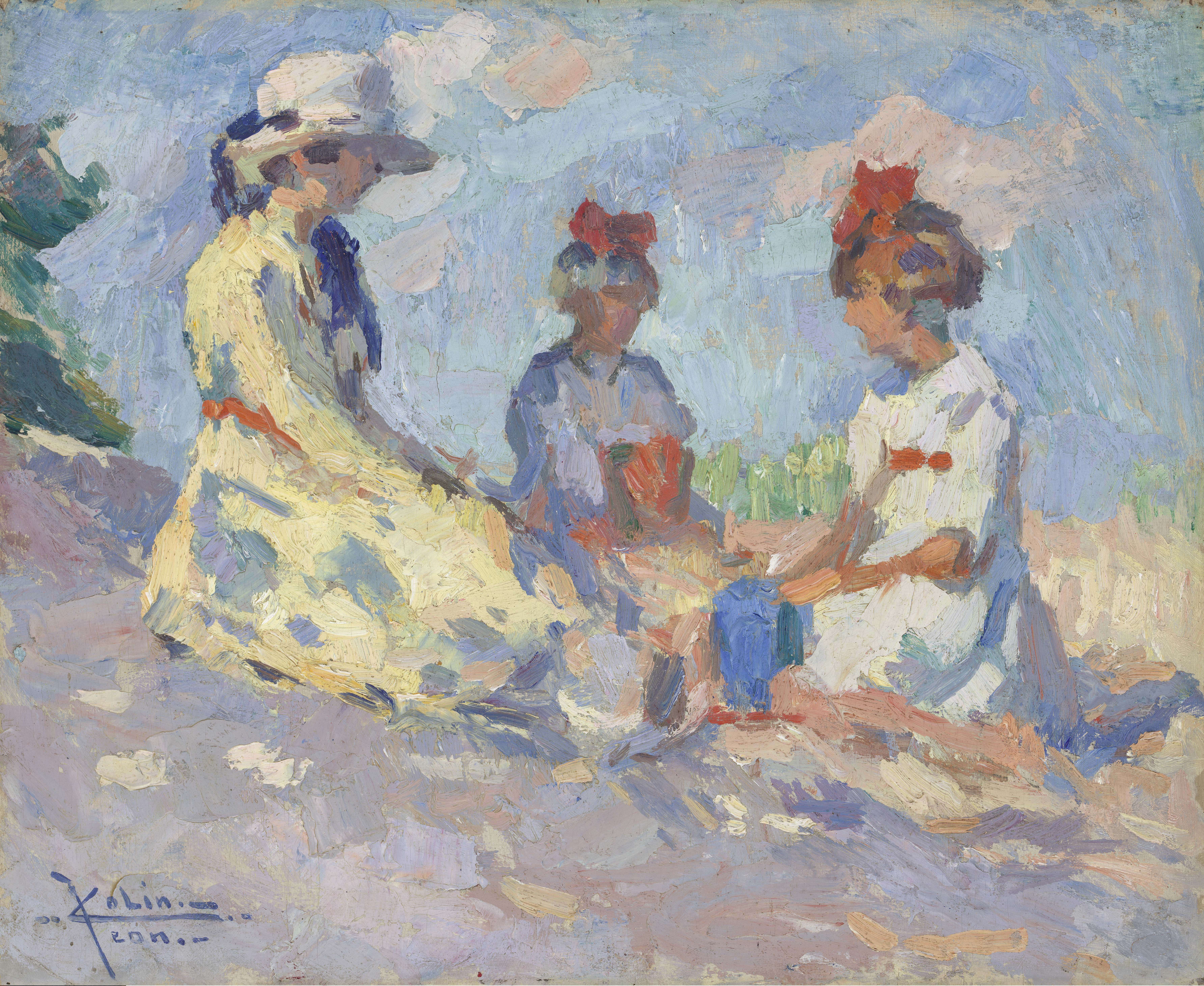
Spelen op het strand, ca. 1917
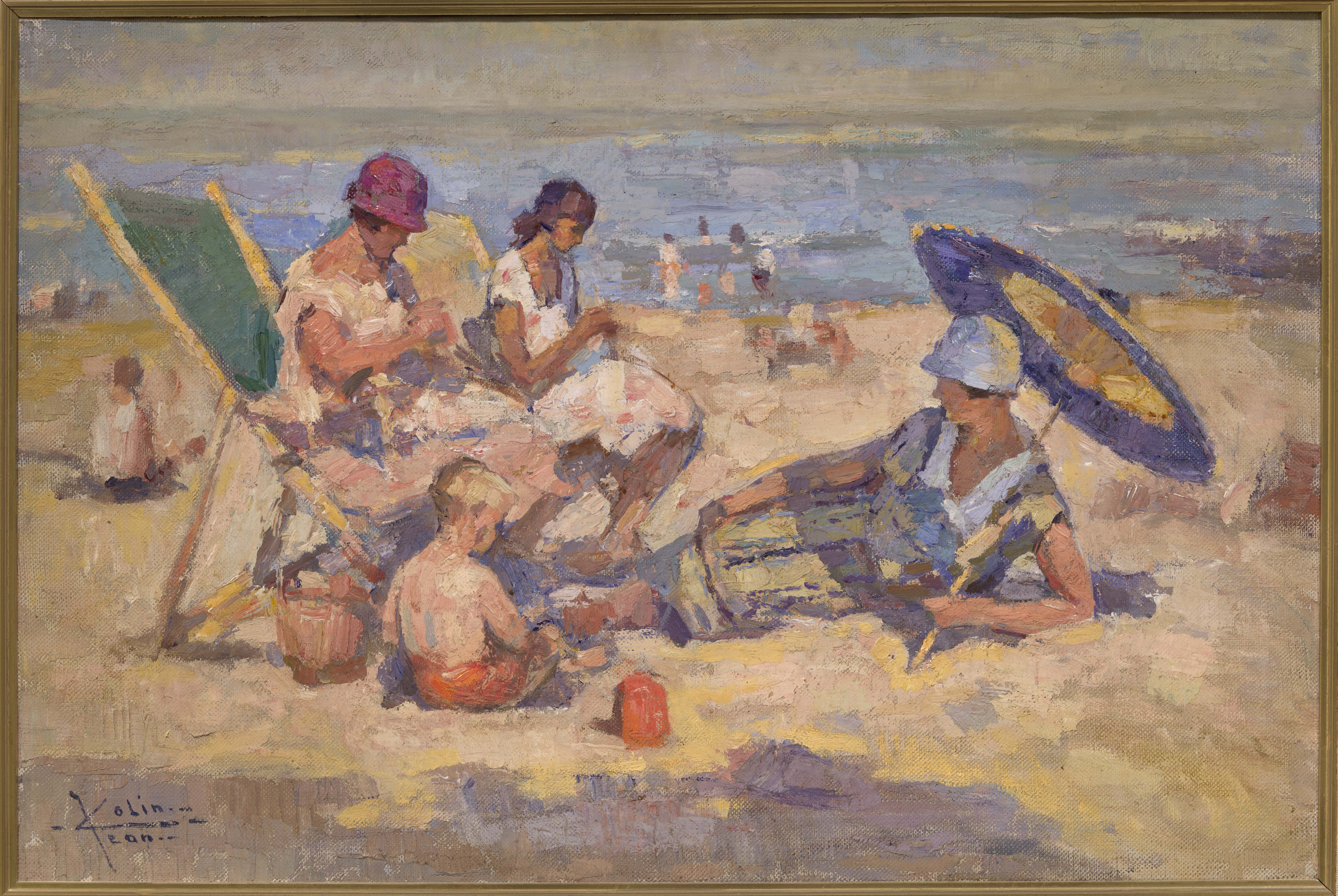
Strandplezier, ca. 1917

### Andere afbeeldingen

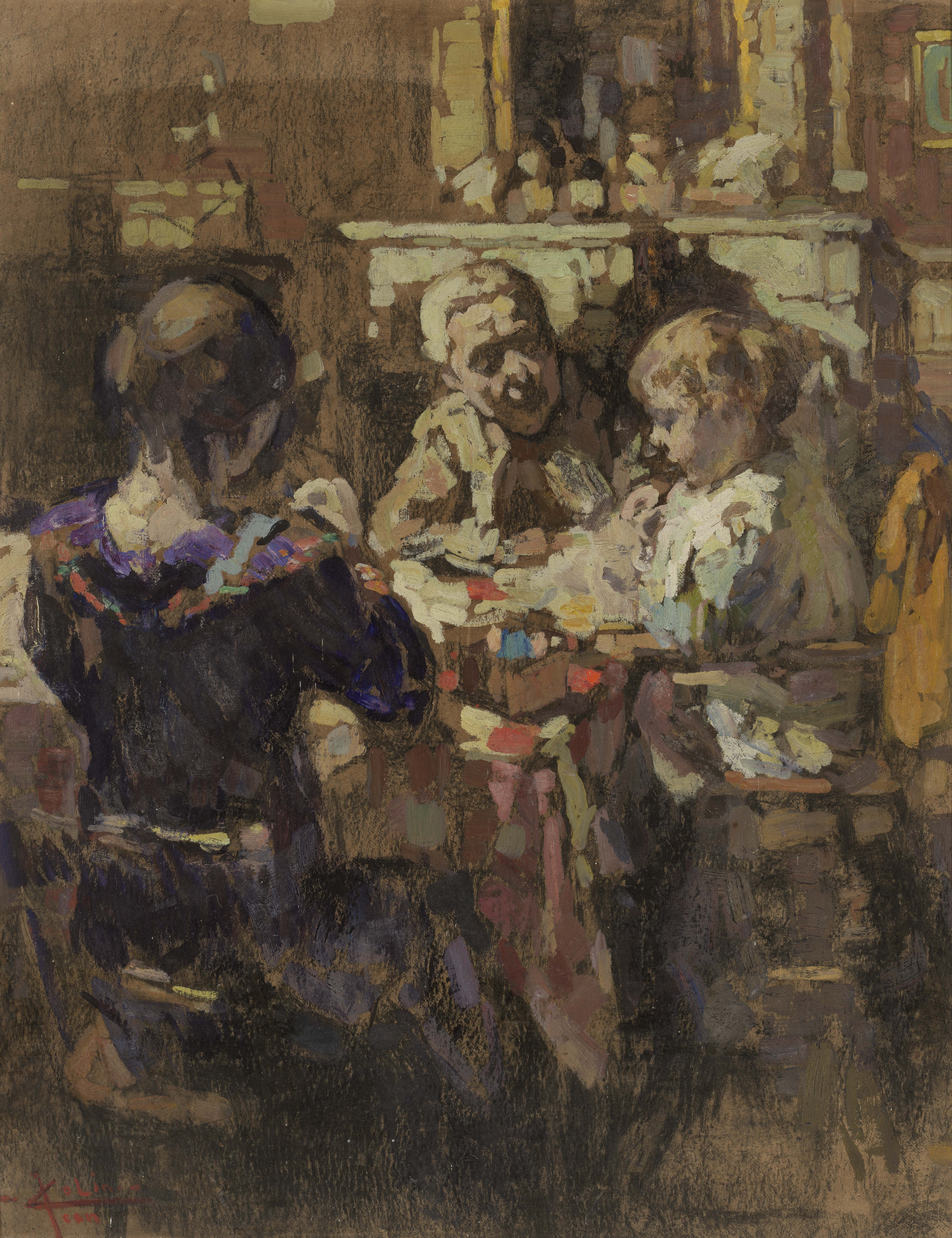
Drie generaties, ca. 1912-1913
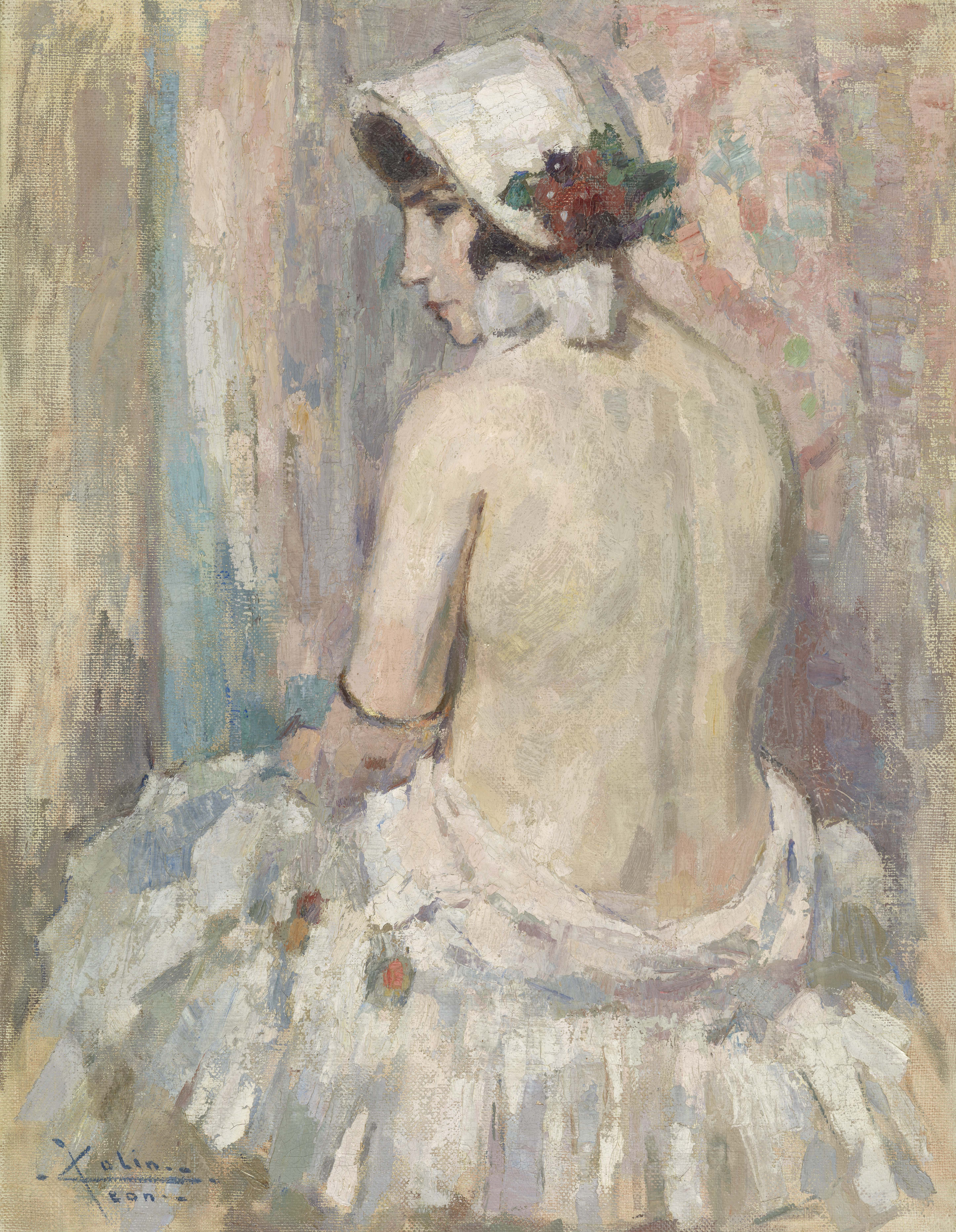
Naakt vanuit rugzijde, ca. 1913
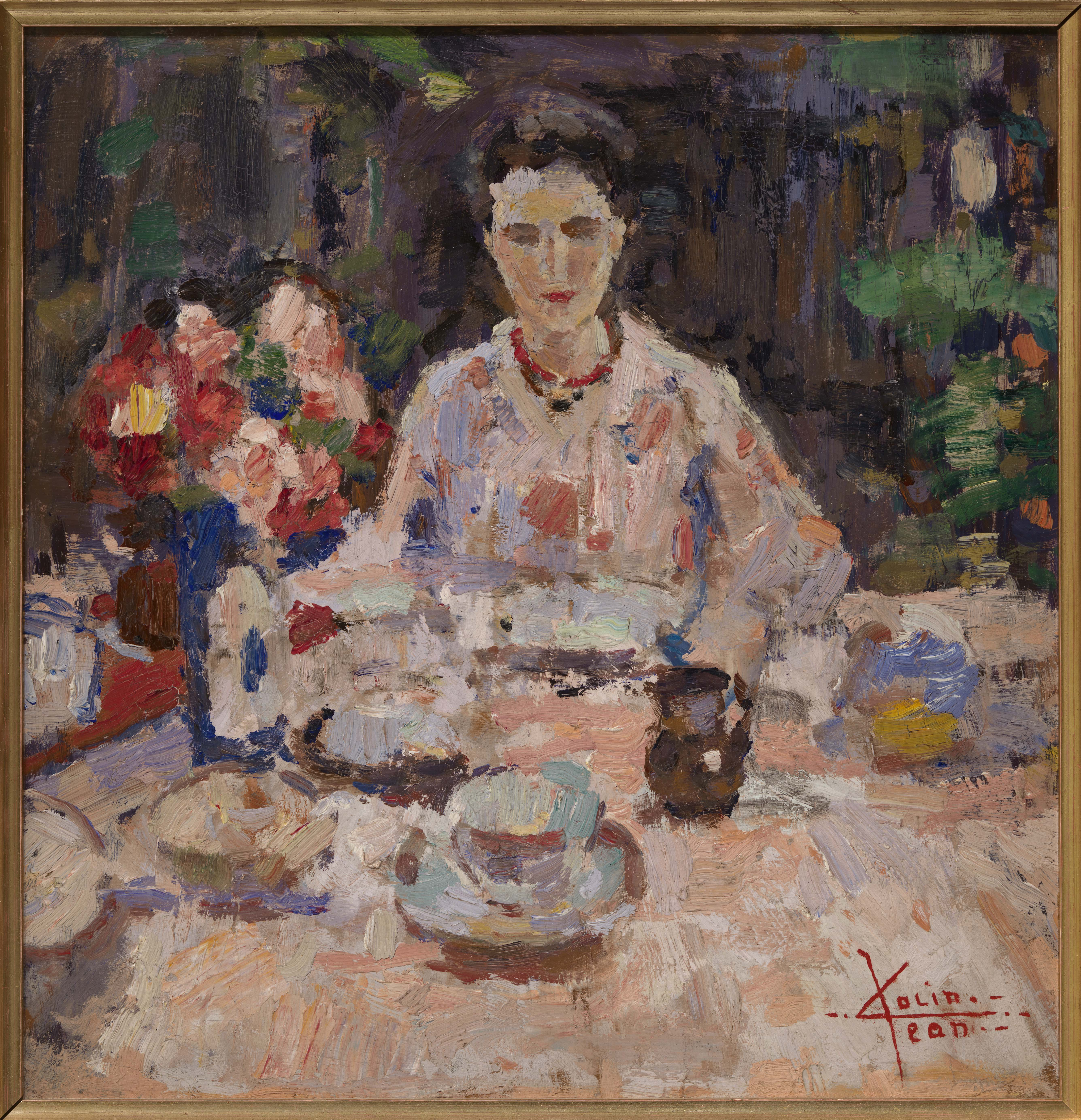
Ontbijt in de tuin, ca. 1914-1916
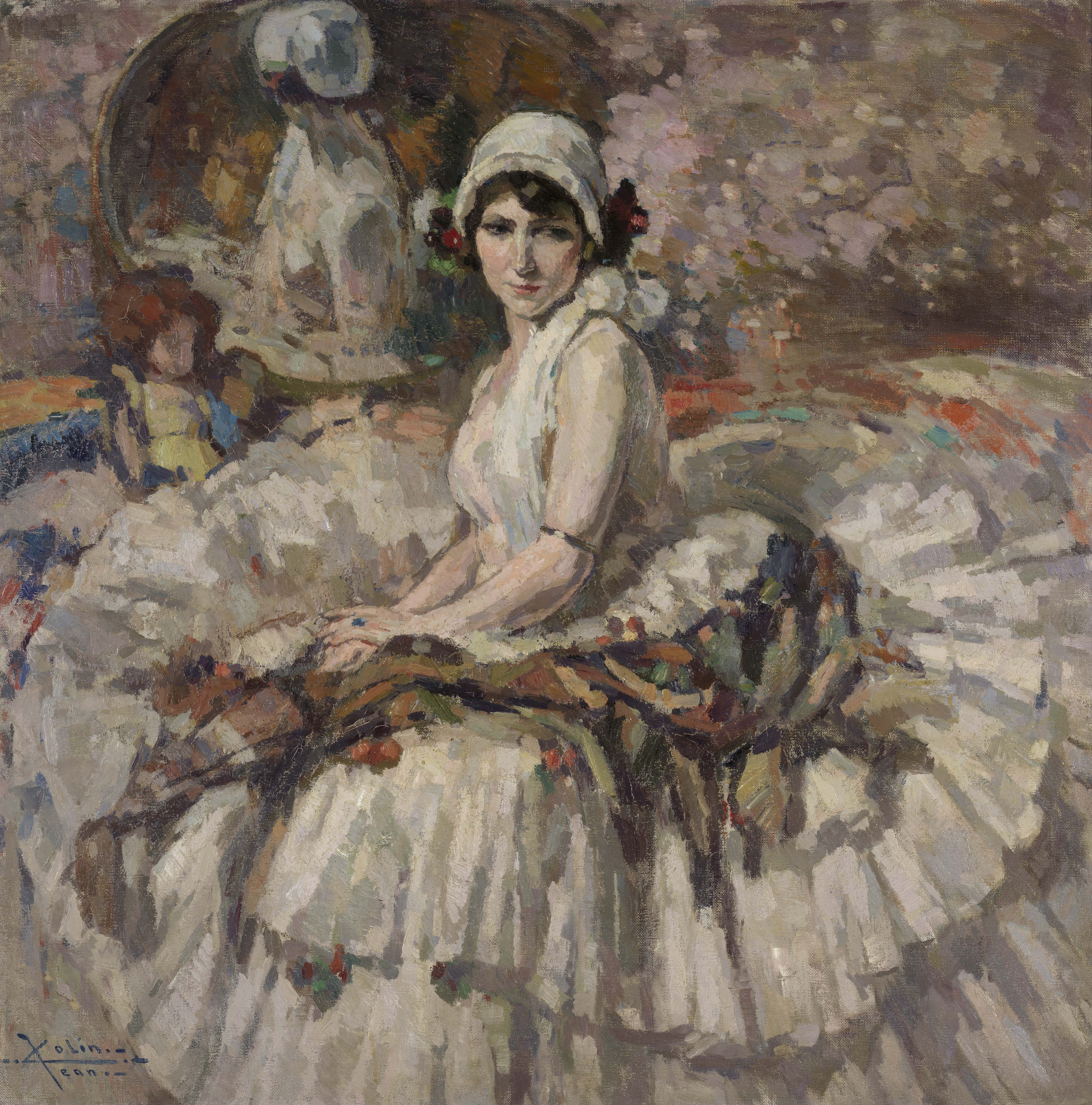
Danseres in rust, ca. 1915
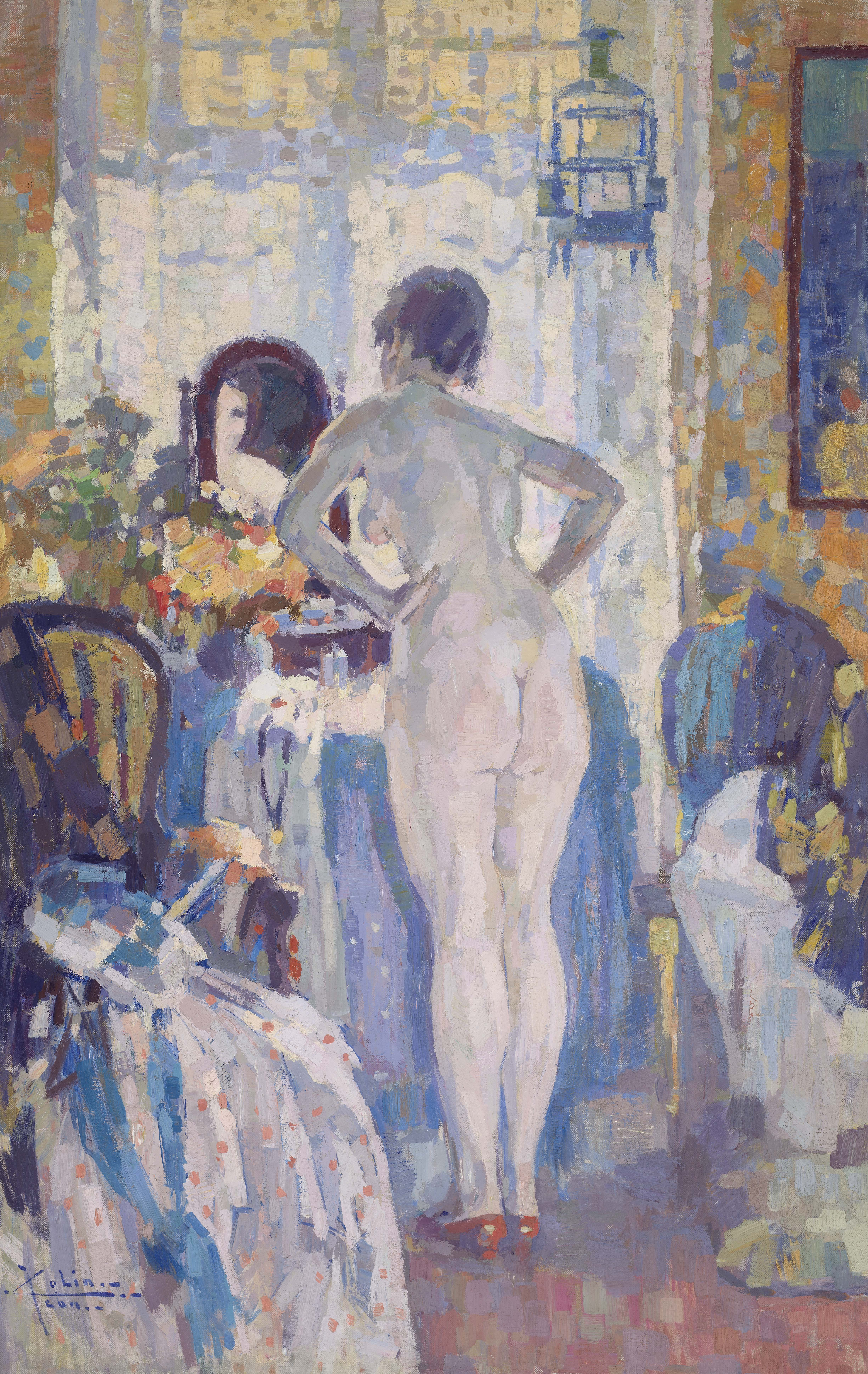
Het toilet, ca. 1920
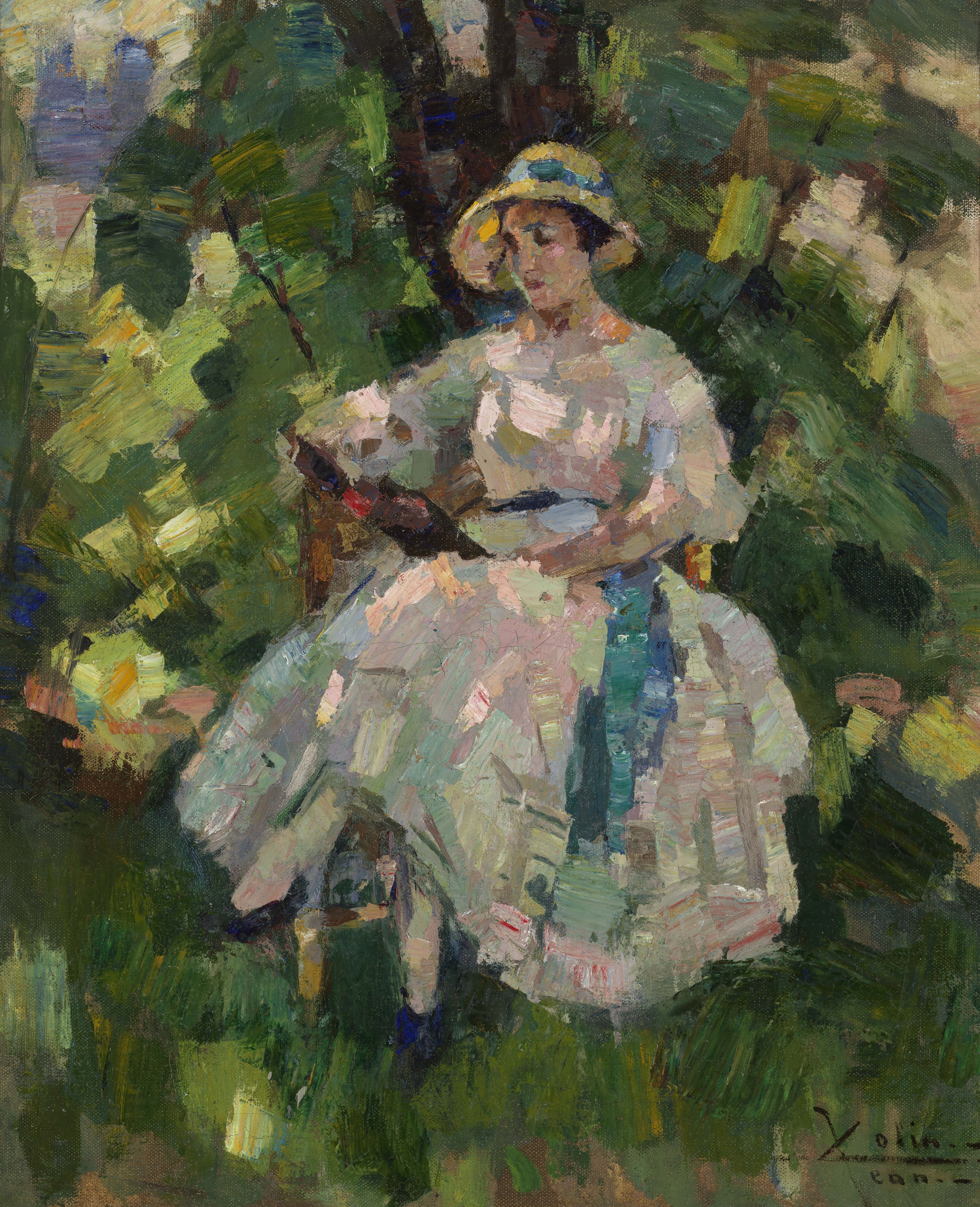
Lezen in de tuin, ca. 1920
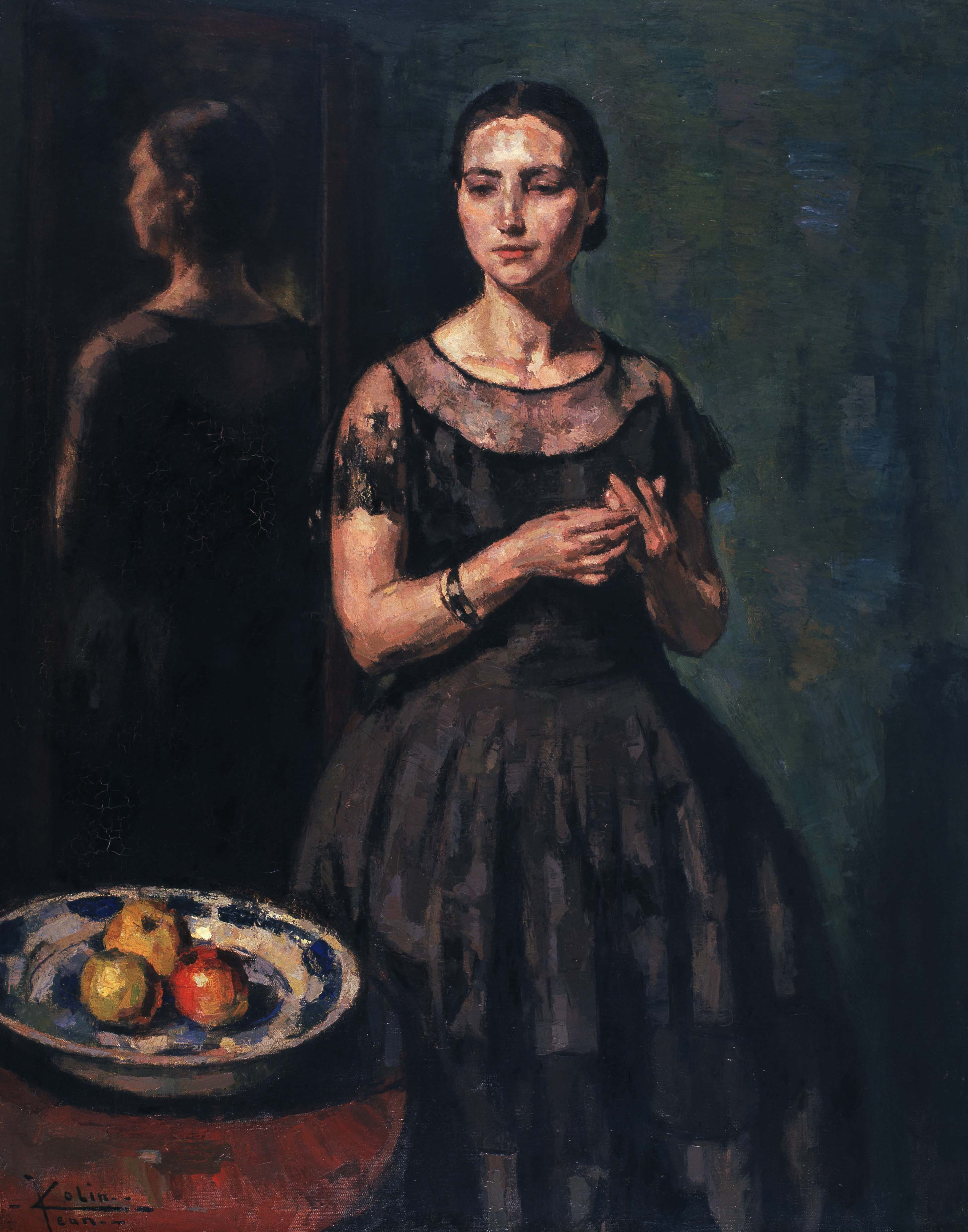
De dame in het zwart, ca. 1925-1930, Museum voor Schone Kunsten, Gent

- Gemeinsame Normdatei: 174195788
- International Standard Name Identifier: 0000 0000 6924 6827
- Library of Congress Control Number: no2017109632
- RKD-Nederlands Instituut voor Kunstgeschiedenis: 17671
- Système universitaire de documentation: 19654209X
- Union List of Artist Names: 500131679
- Virtual International Authority File: 96643625
- WorldCat: E39PBJwxGVw8B7tFTC49cqjwG3